# Lamposaaret (ö i Norra Savolax, Kuopio)
Lamposaaret är en ö i Finland. Den ligger i sjön Kallavesi och i kommunen Kuopio i den ekonomiska regionen  Kuopio ekonomiska region  och landskapet Norra Savolax, i den centrala delen av landet, 300 km nordost om huvudstaden Helsingfors. Öns area är 3,5 hektar och dess största längd är 440 meter i sydöst-nordvästlig riktning.  Notera att namnet antyder att det är fråga om flera öar.